# Narmaxonmadi Xudoyberdiyev
Narmaxonmadi Joʻrayevich Xudoyberdiyev (ros. Нармахонмади Джураевич Худайбердыев, ur. 10 lutego 1928 w Yangiqishloqu w okręgu samarkandzkim, zm. 27 listopada 2011) – uzbecki radziecki polityk, premier Uzbeckiej SRR (1971–1984), członek KC KPZR (1971–1986).
Ukończył Uzbecki Instytut Rolniczy im. Kujbyszewa, w którym w latach 1949–1954 był aspirantem i docentem, 1943–1944 kierownik wydziału rejonowego komitetu Komsomołu Uzbekistanu. Od 1948 członek WKP(b), 1949–1950 sekretarz komitetu Komsomołu Uzbeckiego Instytutu Rolniczego im. Kujbyszewa, 1952–1954 asystent, docent i sekretarz biura Komunistycznej Partii Uzbekistanu Uzbeckiego Instytutu Rolniczego im. Kujbyszewa, 1954–1955 pomocnik sekretarza KC KPU. W 1955 zastępca przewodniczącego Bucharskiej Rady Obwodowej, w latach 1955–1957 sekretarz Komitetu Obwodowego KPU w Bucharze, 1957–1959 pracownik KC KPU, 1959-1960 II sekretarz Bucharskiego Komitetu Obwodowego KPU. Od 1960 do lipca 1961 zastępca przewodniczącego Rady Ministrów Uzbeckiej SRR, od lipca 1961 do lutego 1963 I sekretarz Surchandaryjskiego Komitetu Obwodowego KPU, od 31 października 1961 do 29 marca 1966 zastępca członka KC KPZR, od 20 grudnia 1962 do 3 marca 1963 sekretarz KC KPU. Od 20 grudnia 1962 do 1964 przewodniczący Biura KC KPU ds. zarządzania produkcją rolną, od marca 1965 do 1970 minister gospodarki rolnej Uzbeckiej SRR, od 1970 do lutego 1971 I sekretarz Syrdaryjskiego Komitetu Obwodowego KPU, od 25 lutego 1971 do 19 listopada 1984 przewodniczący Rady Ministrów Uzbeckiej SRR. Od 9 kwietnia 1971 do 25 lutego 1986 członek KC KPZR, od listopada 1984 na emeryturze. Deputowany do Rady Najwyższa ZSRR 6 kadencji i od 9. do 11. kadencji.
27 lipca 1986 wykluczony z partii, 23 lutego 1987 aresztowany, 6 września 1987 skazany na 9 lat więzienia, 17 stycznia 1990 pozbawiony odznaczeń państwowych. W marcu 1991 zwolniony.

## Odznaczenia
- Order Lenina (trzykrotnie)
- Order Rewolucji Październikowej
- Order Czerwonego Sztandaru Pracy (dwukrotnie)